# Заброддя (Смолевицький район)
Заброддя (біл. вёска Забродзьдзе) — село в складі Смолевицького району Мінської області, Білорусь. Село підпорядковане Курганській сільській раді, розташоване в центральній частині області.